# The Kids Are Alright (canción)
«The Kids Are Alright» —en español: «Los Chicos están Bien»—  es una canción escrita por Pete Townshend de la banda de rock The Who. Aparece en la pista #7 del primer álbum del grupo titulado My Generation (The Who Sings My Generation en Estados Unidos), de 1965. La canción no fue lanzada como sencillo sino hasta seis meses después de aparecer por primera vez en el LP, primero en los Estados Unidos, y el siguiente mes en el Reino Unido.
Aunque no tuvo gran éxito en el momento (alcanzó el #41 en el Reino Unido y #85 en los EE. UU.), «The Kids Are Alright», junto con la canción que dio título al álbum, se convertirían en himnos para el grupo y el movimiento mod de Inglaterra en la década de 1960. Más tarde se convertiría en el nombre de un documental de la banda en 1979. La canción cuenta con una progresión armónica estándar I-IV-V en nota re, mientras que el coro utiliza una progresión de acordes II-V-IV-I-II. La canción fue editada como sencillo en el Reino Unido, siendo esta versión mucho más común que la versión original del álbum de larga duración. Además de aparecer en My Generation, el comienzo de la canción se puede escuchar en Quadrophenia, al final de la canción «Helpless Dancer».
La canción ha sido versionada por diversos artistas, entre ellos destacan The Queers, Goldfinger, Eddie and the Hot Rods, The Pleasers, Dropkick Murphys, Hi-Standard, Green Day, Pearl Jam y Belle & Sebastian, con la que cerró su show en el Bowlie Weekender en 1999. En el 2008, la banda de Billy Bob Thornton, The Boxmasters, grabaron una versión de la canción que fue lanzada en el final de su disco llamado The Boxmasters. Keith Moon (baterista del grupo), también la versionó para su disco solista llamado Two Sides of the Moon.
En las actuales presentaciones en vivo, The Who añade una sección extra en el final de la canción, generalmente con letra improvisada. Tras la muerte de John Entwistle, la letra adicional en ocasiones, hace referencia de él y de su amor por el vino tinto, que más tarde inspiraría la canción «Old Red Wine», un homenaje hacia el mítico bajista del grupo.
«The Kids Aren't Alright» de The Offspring, «The Kids Are All Wrong» de Lagwagon y «The Kids» de The Parlor Mob hacen referencia a esta canción.